# Ernst Brauchlin
Ernst Brauchlin (* 18. Oktober 1877 in Altstätten; † 18. Oktober 1972 in Zürich) war ein Schweizer Schriftsteller und Freidenker.
Brauchlins heute noch bekanntestes Werk ist 13 Gespräche mit einem Freidenker, 1972 im Verlag der Freigeistigen Vereinigung der Schweiz erschienen.

## Werke
- 13 Gespräche mit einem Freidenker. Freigeistige Vereinigung der Schweiz, Bern 1972.
- Einfälle und Überlegungen (Aus meinem Tagebuche). Freigeistige Vereinigung der Schweiz, 1965.
- Gott sprach zu sich selber. Freigeistige Vereinigung der Schweiz, Zürich 1959.
- Fesseln. Rentsch, Erlenbach-Zürich 1950.
- Das Augenwunder. Eine Erzählung. Francke Verlag, Bern 1945.
- Hans und Rosmarie kämpfen sich durch - Eine Geschichte für die Jugend. Orell Füssli Verlag, 1941
- Die Leute vom Zehnthaus. Eine Geschichte für die reifere Jugend. Orell Füssli Verlag, 1939
- Hansrudis Geheimnis. Erzählung. Orell Füssli Verlag, 1937
- Burg Eschenbühl. Zürich u. Leipzig, Orell Füssli Verlag, 1936
- Themen in Moll über Liebe und Ehe. Ernst Oldenburg, 1931
- Göttlich-Kirchliches bei Tageslicht betrachtet. Ein Gespräch über religiöse Dinge. Freigeistige Vereinigung der Schweiz, Basel 1930.
- Der Schmiedegeist. Erzählung. Leipzig-Plagwitz. Verlag Die Wölfe, 1926
- Der Schneider von Rabenau. Eine Erzählung aus dem Mittelalter. 1925.
- Der letzte Priester. Ein Sonnenwendspiel in fünf Bildern. Uns-Produktivgenossenschaft, Leipzig-Lindenau 1923.
- Erkenntnis. Ein allegorisches Bühnenspiel für freie Geister. Freigeistige Vereinigung der Schweiz, 1922.
- Warum organisieren sich die Freidenker? Herausgegeben vom Schweizerischen Monistenbund. W. Steffen, Zürich 1917.
- Donau-Adria-Fahrt. Zürich. LGV, 1913
- Aus der Schöpfungsgeschichte. Eine Humoreske. Freigeistige Vereinigung der Schweiz, Zürich.[2]